# Велике герцогство Познанське
Велике герцогство Познанське (нім. Großherzogtum Posen) — у 1815—1848 роках герцогство з центром у Познані у складі Прусського королівства. Замінене провінцією Познань відповідно до Прусської конституції 5 грудня 1848. Польська назва — Велике князівство Познанське (пол. Wielkie Księstwo Poznańskie)

## Історія
Частина Королівства Польщі значною мірою збігалася з теренами Великопольщі.
Королівство Пруссії східні території отримало під час поділів Польщі; під час першого поділу (1772) Пруссія отримала лише Район Нотець, край уздовж річки Нотець (нім. Netze). Пруссія додала деяку частину під час другого поділу в 1793.
Край був спочатку підпорядкований провінції Південна Пруссія. Поляки були спочатку союзниками Наполеона І в Центральній Європі, беручи участь у Великопольському повстанні у 1806 і забезпечуючи солдатами його кампанію. Після поразки Пруссії від Франції було утворено Варшавське герцогство відповідно до Тільзитського договору у 1807.
Згідно з рішеннями Віденського конгресу, Познань була повернута Пруссії, стаючи Великим князівством Познанським — номінально автономною провінцією під владою Гогенцоллернів з правами «вільного розвитку польської нації, культури і мови», бувши у складі Німецького союзу. В цей час місто Познань було адміністративним центром і аудієнцією «Принца Антонія Радзевільського Познанського».
З початку прусського поглинання краю розпочалися дискримінація і репресії проти поляків, у вигляді зменшення їхнього доступу до освіти і судової системи. Прусські посадові особи запроваджували германізацію як прогрес вищої культури над нижчою. В результаті на місцевому рівні розпочата дискримінація поляків. Після 1824 спроба германізації шкільної системи була прискорена й уряд відмовився відкрити польський університет у Познані. Польські політики виступили з протестами проти політики Пруссії і була заснована патріотична таємна організація Towarzystwo Kosynieryw (Спілка Косарів). Патріотична діяльність поляків знайшла відгук у Берліні, де підтримувалися зв'язки поляків з прусських частин Польщі з поляками російського Царства Польського.
Поляки Великого князівства суттєво підтримали Польське повстання в 1830 у межах Царства Польського проти Російської імперії, згодом прусська адміністрація під головуванням оберпрезидента Едварда Генріха фон Флотвелла ввела систему репресій проти поляків. Він почав виганяти поляків з адміністрації, намагався ослабити польське дворянство, купуючи його землі, і після 1832 р. роль польської мови в освіті була значно зменшена.
Протягом революції 1848 Франкфуртські національні збори зробили спробу поділити герцогство на дві частини: провінцію Познань, яка мала бути надана німцям і анексована недавно створеною Німецькою імперією, та провінцію Гнезно, яка була б надана полякам і мала бути за межами Німеччини, але через протест польських парламентарів ці плани зазнали невдачі й цілісність герцогства була збережена.
9 лютого 1849 після скасування гарантій прусська адміністрація перейменувала герцогство у Провінцію Познань. Але прусські королі аж по Вільгельма II мали титул «Великого герцога Познанського» до 1918.

## Площа

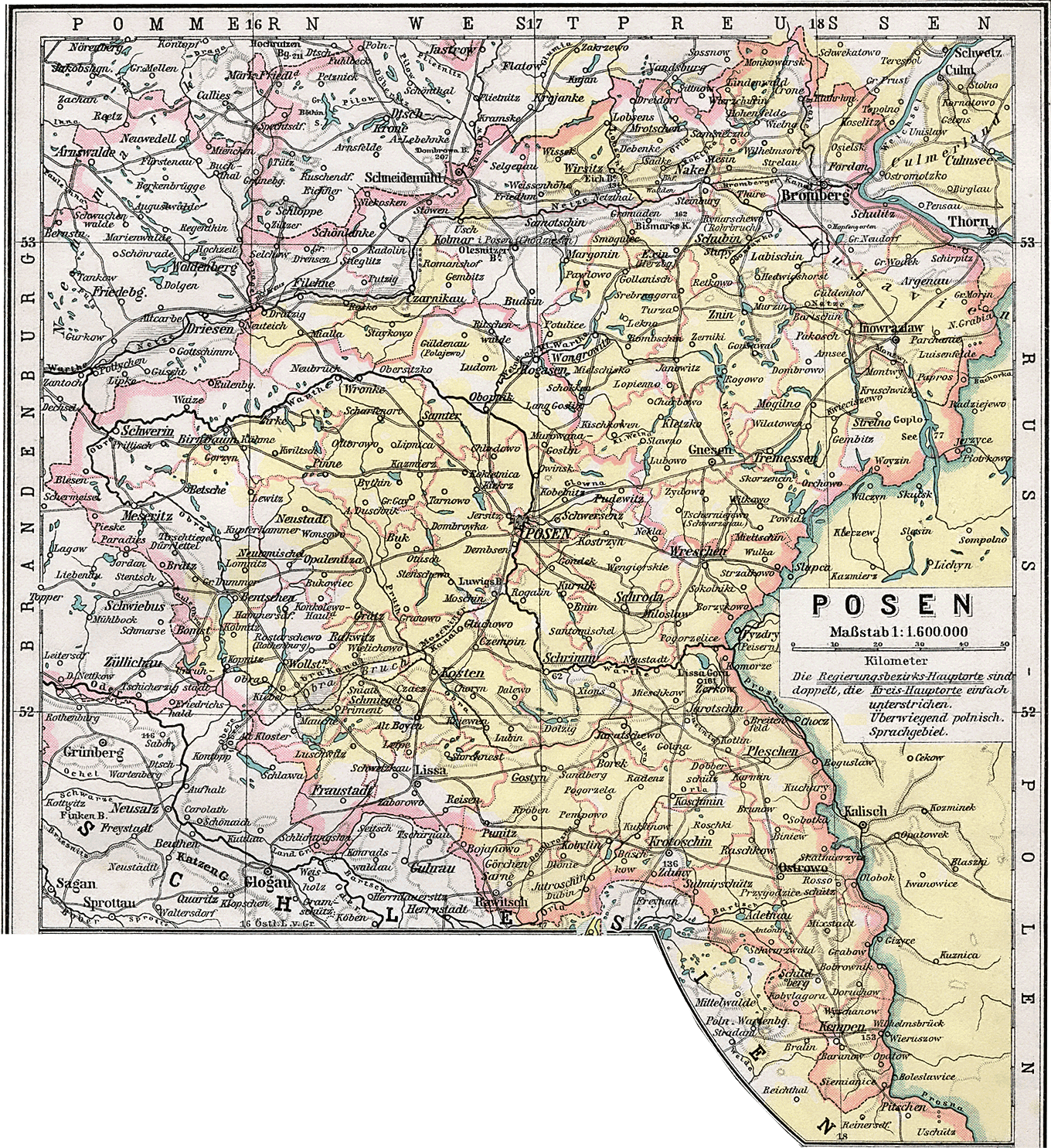
Прусська Провінція Познань. Жовтий колір: польськомовні області за твердженням німецької влади

Край мав площу 28 951 км² і складався з територій історичної провінції Великопольща, охоплював західні частини Варшавського герцогства (департаменти Познанський, Бидгощський, частину Каліського), які були віддані Пруссії за рішенням Віденського конгресу (1815) з міжнародною гарантією самоврядування і вільним розвитком польської нації.

## Населення
- 776 000 (1815)
- 820 000 (1816)
- 1 350 000 (1849)
- 2 100 000 (1910)